# Dubrovenka
Dubrovenka (ryska: Дубровенка) är ett vattendrag i Belarus.   Det ligger i voblasten Mahiljoŭs voblast, i den nordöstra delen av landet, 180 km öster om huvudstaden Minsk.
Runt Dubrovenka är det i huvudsak tätbebyggt. Runt Dubrovenka är det ganska tätbefolkat, med 192 invånare per kvadratkilometer.